# Pascal Gaban
Pascal Gaban (Uccle, 26 febbraio 1965) è un pilota di rally belga, vincitore del campionato belga di rally 1986 su Porsche 911 e del PWRC 1988 su Mazda 323 4WD Turbo; in questa categoria è arrivato secondo nel 1992.
Suo padre Jean-Pierre Gaban, anch'egli pilota, vinse il Rallye des Routes du Nord nel 1967 e la categoria GT alla 24 Ore di Le Mans nel 1968 e 1969 sulla Porsche 911 T. 

## Palmarès
- PWRC: 1
1988 su Mazda 323 4WD Turbo

## Risultati nel mondiale rally

### WRC
| 1987 | Scuderia                 | Vettura       |  |  |  |  |  |  |  |  |  |  |  |     |  |  |  |  | Punti | Pos. |
| ---- | ------------------------ | ------------- |  |  |  |  |  |  |  |  |  |  |  | --- |  |  |  |  | ----- | ---- |
| 1987 | Mazda Rally Team Belgium | Mazda 323 4WD |  |  |  |  |  |  |  |  |  |  |  | Rit |  |  |  |  | 0     |      |

| 1988 | Scuderia                 | Vettura       |  |     |    |  |  |    |  |  |  |     |   |    |    |  |  |  | Punti | Pos. |
| ---- | ------------------------ | ------------- |  | --- | -- |  |  | -- |  |  |  | --- | - | -- | -- |  |  |  | ----- | ---- |
| 1988 | Mazda Rally Team Belgium | Mazda 323 4WD |  | Rit | 11 |  |  | 10 |  |  |  | Rit | 2 | 16 | 27 |  |  |  | 16    | 16º  |

| 1989 | Scuderia | Vettura                |     |  |     |  |  |     |  |  |    |  |     |     |  |  |  |  | Punti | Pos. |
| ---- | -------- | ---------------------- | --- |  | --- |  |  | --- |  |  | -- |  | --- | --- |  |  |  |  | ----- | ---- |
| 1989 |          | Lancia Delta Integrale | Rit |  | Rit |  |  | Rit |  |  | 16 |  | Rit | Rit |  |  |  |  | 0     |      |

| 1990 | Scuderia | Vettura         |  |  |  |  |     |  |  |  |  |  |  |  |  |  |  |  | Punti | Pos. |
| ---- | -------- | --------------- |  |  |  |  | --- |  |  |  |  |  |  |  |  |  |  |  | ----- | ---- |
| 1990 |          | Audi 90 Quattro |  |  |  |  | Rit |  |  |  |  |  |  |  |  |  |  |  | 0     |      |

| Legenda | 1º posto | 2º posto | 3º posto | A punti | Senza punti | Ritirato | Squalificato | NP=Non partito C=Gara cancellata | Apice=Power stage |

### Gruppo N
| 1988 | Scuderia                 | Vettura       |  |     |   |  |  |   |  |  |  |     |   |   |   |  |  |  | Punti | Pos. |
| ---- | ------------------------ | ------------- |  | --- | - |  |  | - |  |  |  | --- | - | - | - |  |  |  | ----- | ---- |
| 1988 | Mazda Rally Team Belgium | Mazda 323 4WD |  | Rit | 2 |  |  | 1 |  |  |  | Rit | 1 | 4 | 7 |  |  |  | 45    | 1º   |

| 1989 | Scuderia | Vettura                |  |  |     |  |  |  |  |  |   |  |  |  |  |  |  |  | Punti | Pos. |
| ---- | -------- | ---------------------- |  |  | --- |  |  |  |  |  | - |  |  |  |  |  |  |  | ----- | ---- |
| 1989 |          | Lancia Delta Integrale |  |  | Rit |  |  |  |  |  | 2 |  |  |  |  |  |  |  |       |      |

| Legenda | 1º posto | 2º posto | 3º posto | A punti | Senza punti | Ritirato | Squalificato | NP=Non partito C=Gara cancellata | Apice=Power stage |